# 斯通 (蒙大拿州)
斯通（英語：Stone）是位於美國蒙大拿州格拉尼特縣的非建制地區。

## 歷史
斯通的郵局於1879年設立，其後於1906年停運。

## 地理
斯通所處的海拔為高於海平面1380米（即4528英呎），而該地所採用的時區為UTC-6，即北美山地時區（MST）。同時該地設有夏令時間，為UTC-7調快一小時，即UTC-6（MDT）。